# Tour du Pays basque 2014
La 54e édition du Tour du Pays basque a eu lieu du 7 au 12 avril 2014. C'est la 9e épreuve de l'UCI World Tour 2014.

## Présentation

### Parcours
Ce Tour du Pays basque débute par une étape pour puncheurs, avec notamment huit montées dont la dernière à 3 km de l'arrivée environ qui présente une pente moyenne de 13 %. L'arrivée à Arrate, désormais un passage habituel pour les coureurs, aura lieu lors de la quatrième étape. Les deux étapes de transitions présentent quelques côtes mais ne seront pas décisives. S'ensuit alors une étape avec dix ascensions répertoriées. Enfin, la course se conclut lors de la sixième étape par un contre-la-montre individuel légèrement vallonné.

### Équipes
En tant qu'épreuve World Tour, les 18 équipes disposant d'une licence World Tour participent à la course. Une seule équipe continentale pro a été invité, l'espagnole Caja Rural-Seguros RGA.
| Nom de l'équipe         | Pays        | Code |
| ----------------------- | ----------- | ---- |
| AG2R La Mondiale        | France      | ALM  |
| Astana                  | Kazakhstan  | AST  |
| Belkin                  | Pays-Bas    | BEL  |
| BMC Racing              | États-Unis  | BMC  |
| Cannondale              | Italie      | CAN  |
| Europcar                | France      | EUC  |
| FDJ.fr                  | France      | FDJ  |
| Garmin-Sharp            | États-Unis  | GRS  |
| Giant-Shimano           | Pays-Bas    | GIA  |
| Katusha                 | Russie      | KAT  |
| Lampre-Merida           | Italie      | LAM  |
| Lotto-Belisol           | Belgique    | LTB  |
| Movistar                | Espagne     | MOV  |
| Omega Pharma-Quick Step | Belgique    | OPQ  |
| Orica-GreenEDGE         | Australie   | OGE  |
| Sky                     | Royaume-Uni | SKY  |
| Tinkoff-Saxo            | Russie      | TCS  |
| Trek Factory Racing     | États-Unis  | TFR  |

| Nom de l'équipe        | Pays    | Code |
| ---------------------- | ------- | ---- |
| Caja Rural-Seguros RGA | Espagne | CJR  |

### Favoris
Deux grands favoris se dégagent clairement à la veille de cette édition. Il s'agit d'Alberto Contador (Tinkoff-Saxo), revenu au top après sa victoire sur Tirreno-Adriatico et sa seconde place sur le Tour de Catalogne, et d'Alejandro Valverde (Movistar), vainqueur de nombreuses semi-classiques en ce début de saison.
Derrière eux quelques noms ressortent : Michał Kwiatkowski (Omega Pharma-Quick Step), brillant sur Tirreno-Adriatico, pourrait mettre à son avantage la présence du contre la montre final à condition de ne pas perdre de temps lors de l'étape de montagne. Cadel Evans (BMC), 2e du Tour Down Under. La doublette d'AG2R La Mondiale: Carlos Betancur, vainqueur de Paris - Nice mais à la peine sur le Tour de Catalogne (abandon), et Jean-Christophe Péraud, vainqueur la semaine passée du Critérium International. Enfin Robert Kišerlovski (Trek), 7e de Tirreno-Adriatico et 10e du Tour de Catalogne peut avoir sa carte à jouer.
Plusieurs autres coureurs peuvent être amener à briller sur cette édition du Tour du Pays basque au vu de leurs qualités et de leur résultats passés : Rui Costa, Chris Horner et Damiano Cunego (Lampre-Merida), Tejay Van Garderen et Philippe Gilbert(BMC), Thibaut Pinot (FDJ.fr), Mikel Nieve (Sky), Ryder Hesjedal (Garmin-Sharp), Bauke Mollema et Robert Gesink (Belkin), Jurgen Van den Broeck (Lotto-Belisol) ou encore Tony Martin (Omega Pharma-Quick Step).

## Étapes
| Étape     | Date     | Villes étapes                   |  | Distance (km) | Vainqueur d’étape | Leader du classement général |
| --------- | -------- | ------------------------------- |  | ------------- | ----------------- | ---------------------------- |
| 1re étape | 7 avril  | Ordizia - Ordizia               |  | 153,4         | Alberto Contador  | Alberto Contador             |
| 2e étape  | 8 avril  | Ordizia - Dantxaria             |  | 155,8         | Tony Martin       | Alberto Contador             |
| 3e étape  | 9 avril  | Vitoria-Gasteiz - Urdazubi      |  | 197,4         | Michael Matthews  | Alberto Contador             |
| 4e étape  | 10 avril | Urdazubi - Eibar/Arrate         |  | 151           | Wout Poels        | Alberto Contador             |
| 5e étape  | 11 avril | Eibar - Markina-Xemein          |  | 160,2         | Ben Swift         | Alberto Contador             |
| 6e étape  | 12 avril | Markina-Xemein - Markina-Xemein |  | 25,9          | Tony Martin       | Alberto Contador             |

## Déroulement de la course

### 1reétape
|    | Coureur                | Équipe                  |    | Temps           |
| -- | ---------------------- | ----------------------- | -- | --------------- |
| 1  | Alberto Contador       | Tinkoff-Saxo            | en | 4 h 05 min 07 s |
| 2  | Alejandro Valverde     | Movistar                | +  | 14 s            |
| 3  | Michał Kwiatkowski     | Omega Pharma-Quick Step |    | 34 s            |
| 4  | Yury Trofimov          | Katusha                 |    | 36 s            |
| 5  | Damiano Cunego         | Lampre-Merida           |    | 36 s            |
| 6  | Jean-Christophe Péraud | AG2R La Mondiale        |    | 36 s            |
| 7  | Mikel Nieve            | Sky                     |    | 36 s            |
| 8  | Cadel Evans            | BMC Racing              |    | 36 s            |
| 9  | Roman Kreuziger        | Tinkoff-Saxo            |    | 54 s            |
| 10 | Mikel Landa            | Astana                  |    | 54 s            |

|    | Coureur                | Équipe                  |    | Temps           |
| -- | ---------------------- | ----------------------- | -- | --------------- |
| 1  | Alberto Contador       | Tinkoff-Saxo            | en | 4 h 05 min 07 s |
| 2  | Alejandro Valverde     | Movistar                | +  | 14 s            |
| 3  | Michał Kwiatkowski     | Omega Pharma-Quick Step |    | 34 s            |
| 4  | Yury Trofimov          | Katusha                 |    | 36 s            |
| 5  | Damiano Cunego         | Lampre-Merida           |    | 36 s            |
| 6  | Jean-Christophe Péraud | AG2R La Mondiale        |    | 36 s            |
| 7  | Mikel Nieve            | Sky                     |    | 36 s            |
| 8  | Cadel Evans            | BMC Racing              |    | 36 s            |
| 9  | Roman Kreuziger        | Tinkoff-Saxo            |    | 54 s            |
| 10 | Mikel Landa            | Astana                  |    | 54 s            |

### 2eétape
|    | Coureur            | Équipe                  |    | Temps           |
| -- | ------------------ | ----------------------- | -- | --------------- |
| 1  | Tony Martin        | Omega Pharma-Quick Step | en | 3 h 46 min 17 s |
| 2  | Ben Swift          | Sky                     | +  | 30 s            |
| 3  | Michał Kwiatkowski | Omega Pharma-Quick Step |    | 30 s            |
| 4  | Damiano Cunego     | Lampre-Merida           |    | 30 s            |
| 5  | Paul Martens       | Belkin                  |    | 30 s            |
| 6  | Alejandro Valverde | Movistar                |    | 30 s            |
| 7  | Maxim Iglinskiy    | Astana                  |    | 30 s            |
| 8  | Yukiya Arashiro    | Europcar                |    | 30 s            |
| 9  | Michael Matthews   | Orica-GreenEDGE         |    | 30 s            |
| 10 | Rinaldo Nocentini  | AG2R La Mondiale        |    | 30 s            |

|    | Coureur                | Équipe                  |    | Temps           |
| -- | ---------------------- | ----------------------- | -- | --------------- |
| 1  | Alberto Contador       | Tinkoff-Saxo            | en | 7 h 51 min 54 s |
| 2  | Alejandro Valverde     | Movistar                | +  | 14 s            |
| 3  | Michał Kwiatkowski     | Omega Pharma-Quick Step |    | 34 s            |
| 4  | Damiano Cunego         | Lampre-Merida           |    | 36 s            |
| 5  | Cadel Evans            | BMC Racing              |    | 36 s            |
| 6  | Jean-Christophe Péraud | AG2R La Mondiale        |    | 36 s            |
| 7  | Mikel Nieve            | Sky                     |    | 36 s            |
| 8  | Yury Trofimov          | Katusha                 |    | 36 s            |
| 9  | Roman Kreuziger        | Tinkoff-Saxo            |    | 54 s            |
| 10 | Mikel Landa            | Astana                  |    | 54 s            |

### 3eétape
|    | Coureur            | Équipe                  |    | Temps           |
| -- | ------------------ | ----------------------- | -- | --------------- |
| 1  | Michael Matthews   | Orica-GreenEDGE         | en | 5 h 02 min 10 s |
| 2  | Kévin Réza         | Europcar                | +  | m.t             |
| 3  | Michał Kwiatkowski | Omega Pharma-Quick Step |    | m.t             |
| 4  | Ben Swift          | Sky                     |    | m.t             |
| 5  | Paul Martens       | Belkin                  |    | m.t             |
| 6  | Yukiya Arashiro    | Europcar                |    | m.t             |
| 7  | Daniele Ratto      | Cannondale              |    | m.t             |
| 8  | Maxim Iglinskiy    | Astana                  |    | m.t             |
| 9  | Enrico Gasparotto  | Astana                  |    | m.t             |
| 10 | Tosh Van der Sande | Lotto-Belisol           |    | m.t             |

|    | Coureur                | Équipe                  |    | Temps            |
| -- | ---------------------- | ----------------------- | -- | ---------------- |
| 1  | Alberto Contador       | Tinkoff-Saxo            | en | 12 h 54 min 03 s |
| 2  | Alejandro Valverde     | Movistar                | +  | 14 s             |
| 3  | Michał Kwiatkowski     | Omega Pharma-Quick Step |    | 34 s             |
| 4  | Damiano Cunego         | Lampre-Merida           |    | 36 s             |
| 5  | Cadel Evans            | BMC Racing              |    | 36 s             |
| 6  | Jean-Christophe Péraud | AG2R La Mondiale        |    | 36 s             |
| 7  | Mikel Nieve            | Sky                     |    | 36 s             |
| 8  | Yury Trofimov          | Katusha                 |    | 36 s             |
| 9  | Roman Kreuziger        | Tinkoff-Saxo            |    | 54 s             |
| 10 | Mikel Landa            | Astana                  |    | 54 s             |

### 4eétape
|    | Coureur            | Équipe                  |    | Temps           |
| -- | ------------------ | ----------------------- | -- | --------------- |
| 1  | Wout Poels         | Omega Pharma-Quick Step | en | 3 h 39 min 29 s |
| 2  | Alejandro Valverde | Movistar                | +  | 1 s             |
| 3  | Samuel Sánchez     | BMC Racing              |    | 1 s             |
| 4  | Tom-Jelte Slagter  | Garmin-Sharp            |    | 3 s             |
| 5  | Bauke Mollema      | Belkin                  |    | 3 s             |
| 6  | Yury Trofimov      | Katusha                 |    | 3 s             |
| 7  | Cadel Evans        | BMC Racing              |    | 3 s             |
| 8  | Mikel Landa        | Astana                  |    | 3 s             |
| 9  | Damiano Cunego     | Lampre-Merida           |    | 3 s             |
| 10 | Alberto Contador   | Tinkoff-Saxo            |    | 3 s             |

|    | Coureur                | Équipe                  |    | Temps            |
| -- | ---------------------- | ----------------------- | -- | ---------------- |
| 1  | Alberto Contador       | Tinkoff-Saxo            | en | 16 h 33 min 35 s |
| 2  | Alejandro Valverde     | Movistar                | +  | 12 s             |
| 3  | Damiano Cunego         | Lampre-Merida           |    | 36 s             |
| 4  | Cadel Evans            | BMC Racing              |    | 36 s             |
| 5  | Jean-Christophe Péraud | AG2R La Mondiale        |    | 36 s             |
| 6  | Yury Trofimov          | Katusha                 |    | 36 s             |
| 7  | Michał Kwiatkowski     | Omega Pharma-Quick Step |    | 41 s             |
| 8  | Mikel Landa            | Astana                  |    | 54 s             |
| 9  | Wout Poels             | Omega Pharma-Quick Step |    | 55 s             |
| 10 | Samuel Sánchez         | BMC Racing              |    | 56 s             |

### 5eétape
|    | Coureur                | Équipe                  |    | Temps           |
| -- | ---------------------- | ----------------------- | -- | --------------- |
| 1  | Ben Swift              | Sky                     | en | 3 h 56 min 57 s |
| 2  | Alejandro Valverde     | Movistar                | +  | m.t             |
| 3  | Michał Kwiatkowski     | Omega Pharma-Quick Step |    | m.t             |
| 4  | Tom-Jelte Slagter      | Garmin-Sharp            |    | m.t             |
| 5  | Damiano Cunego         | Lampre-Merida           |    | m.t             |
| 6  | Cyril Gautier          | Europcar                |    | m.t             |
| 7  | Jonathan Hivert        | Belkin                  |    | m.t             |
| 8  | Jean-Christophe Péraud | AG2R La Mondiale        |    | m.t             |
| 9  | Alberto Contador       | Tinkoff-Saxo            |    | m.t             |
| 10 | Cadel Evans            | BMC Racing              |    | m.t             |

|    | Coureur                | Équipe                  |    | Temps            |
| -- | ---------------------- | ----------------------- | -- | ---------------- |
| 1  | Alberto Contador       | Tinkoff-Saxo            | en | 20 h 30 min 31 s |
| 2  | Alejandro Valverde     | Movistar                | +  | 12 s             |
| 3  | Damiano Cunego         | Lampre-Merida           |    | 36 s             |
| 4  | Cadel Evans            | BMC Racing              |    | 36 s             |
| 5  | Jean-Christophe Péraud | AG2R La Mondiale        |    | 36 s             |
| 6  | Yury Trofimov          | Katusha                 |    | 36 s             |
| 7  | Michał Kwiatkowski     | Omega Pharma-Quick Step |    | 41 s             |
| 8  | Mikel Landa            | Astana                  |    | 54 s             |
| 9  | Wout Poels             | Omega Pharma-Quick Step |    | 55 s             |
| 10 | Samuel Sánchez         | BMC Racing              |    | 56 s             |

### 6eétape
|    | Coureur                | Équipe                  |    | Temps       |
| -- | ---------------------- | ----------------------- | -- | ----------- |
| 1  | Tony Martin            | Omega Pharma-Quick Step | en | 38 min 33 s |
| 2  | Alberto Contador       | Tinkoff-Saxo            | +  | 7 s         |
| 3  | Michał Kwiatkowski     | Omega Pharma-Quick Step |    | 15 s        |
| 4  | Simon Špilak           | Katusha                 |    | 16 s        |
| 5  | Jean-Christophe Péraud | AG2R La Mondiale        |    | 35 s        |
| 6  | Tom Dumoulin           | Giant-Shimano           |    | 38 s        |
| 7  | Ion Izagirre           | Movistar                |    | 41 s        |
| 8  | Alejandro Valverde     | Movistar                |    | 1 min 02 s  |
| 9  | Tejay van Garderen     | BMC Racing              |    | 1 min 05 s  |
| 10 | Thibaut Pinot          | FDJ.fr                  |    | 1 min 25 s  |

|    | Coureur                | Équipe                  |    | Temps            |
| -- | ---------------------- | ----------------------- | -- | ---------------- |
| 1  | Alberto Contador       | Tinkoff-Saxo            | en | 21 h 09 min 11 s |
| 2  | Michał Kwiatkowski     | Omega Pharma-Quick Step | +  | 49 s             |
| 3  | Jean-Christophe Péraud | AG2R La Mondiale        |    | 1 min 04 s       |
| 4  | Simon Špilak           | Katusha                 |    | 1 min 07 s       |
| 5  | Alejandro Valverde     | Movistar                |    | 1 min 07 s       |
| 6  | Tejay van Garderen     | BMC Racing              |    | 1 min 56 s       |
| 7  | Cadel Evans            | BMC Racing              |    | 1 min 56 s       |
| 8  | Yury Trofimov          | Katusha                 |    | 2 min 13 s       |
| 9  | Thibaut Pinot          | FDJ.fr                  |    | 2 min 14 s       |
| 10 | Wout Poels             | Omega Pharma-Quick Step |    | 2 min 26 s       |

## Classements finals

### Classement général
|    | Cycliste               | Pays       | Équipe                  |    | Temps            |
| -- | ---------------------- | ---------- | ----------------------- | -- | ---------------- |
| 1  | Alberto Contador       | Espagne    | Tinkoff-Saxo            | en | 21 h 09 min 11 s |
| 2  | Michał Kwiatkowski     | Pologne    | Omega Pharma-Quick Step | +  | 49 s             |
| 3  | Jean-Christophe Péraud | France     | AG2R La Mondiale        |    | 1 min 04 s       |
| 4  | Simon Špilak           | Slovénie   | Katusha                 |    | 1 min 07 s       |
| 5  | Alejandro Valverde     | Espagne    | Movistar                |    | 1 min 07 s       |
| 6  | Tejay van Garderen     | États-Unis | BMC Racing              |    | 1 min 56 s       |
| 7  | Cadel Evans            | Australie  | BMC Racing              |    | 1 min 56 s       |
| 8  | Yury Trofimov          | Russie     | Katusha                 |    | 2 min 13 s       |
| 9  | Thibaut Pinot          | France     | FDJ.fr                  |    | 2 min 14 s       |
| 10 | Wout Poels             | Pays-Bas   | Omega Pharma-Quick Step |    | 2 min 26 s       |

### Classements annexes
|   | Cycliste           | Équipe                  | Points |
| - | ------------------ | ----------------------- | ------ |
| 1 | Michał Kwiatkowski | Omega Pharma-Quick Step | 81     |
| 2 | Alejandro Valverde | Movistar                | 78     |
| 3 | Ben Swift          | Sky                     | 59     |

|   | Cycliste        | Équipe                  | Points |
| - | --------------- | ----------------------- | ------ |
| 1 | Davide Villella | Cannondale              | 43     |
| 2 | Jan Bakelants   | Omega Pharma-Quick Step | 28     |
| 3 | Romain Sicard   | Europcar                | 24     |

|   | Cycliste                | Équipe                 | Points |
| - | ----------------------- | ---------------------- | ------ |
| 1 | Omar Fraile             | Caja Rural-Seguros RGA | 18     |
| 2 | Matteo Montaguti        | AG2R La Mondiale       | 8      |
| 3 | Rubén Fernández Andújar | Caja Rural-Seguros RGA | 6      |

|   | Équipe                  | Pays       |    | Temps            |
| - | ----------------------- | ---------- | -- | ---------------- |
| 1 | BMC Racing              | États-Unis | en | 63 h 34 min 28 s |
| 2 | Movistar                | Espagne    | +  | 12 min 14 s      |
| 3 | Omega Pharma-Quick Step | Belgique   |    | 13 min 00 s      |

### UCI World Tour
Ce Tour du Pays basque attribue des points pour l'UCI World Tour 2014, seulement aux coureurs des équipes ayant un label ProTeam.
| Position           | 1er | 2e | 3e | 4e | 5e | 6e | 7e | 8e | 9e | 10e |
| Classement général | 100 | 80 | 70 | 60 | 50 | 40 | 30 | 20 | 10 | 4   |
| Par étape          | 6   | 4  | 2  | 1  | 1  |    |    |    |    |     |

| #  | Coureur                | Équipe                  | Points |
| -- | ---------------------- | ----------------------- | ------ |
| 1  | Alberto Contador       | Tinkoff-Saxo            | 110    |
| 2  | Michał Kwiatkowski     | Omega Pharma-Quick Step | 90     |
| 3  | Jean-Christophe Péraud | AG2R La Mondiale        | 71     |
| 4  | Alejandro Valverde     | Movistar                | 62     |
| 5  | Simon Špilak           | Katusha                 | 61     |
| 6  | Tejay van Garderen     | BMC Racing              | 40     |
| 7  | Cadel Evans            | BMC Racing              | 30     |
| 8  | Yury Trofimov          | Katusha                 | 21     |
| 9  | Tony Martin            | Omega Pharma-Quick Step | 12     |
| 10 | Ben Swift              | Sky                     | 11     |

| Suite du classement (11-17) | Suite du classement (11-17) | Suite du classement (11-17) | Suite du classement (11-17) |
| --------------------------- | --------------------------- | --------------------------- | --------------------------- |
| #                           | Coureur                     | Équipe                      | Points                      |
| 11                          | Thibaut Pinot               | FDJ.fr                      | 10                          |
| 11                          | Wout Poels                  | Omega Pharma-Quick Step     | 10                          |
| 13                          | Michael Matthews            | Orica-GreenEDGE             | 6                           |
| 14                          | Kévin Réza                  | Europcar                    | 4                           |
| 15                          | Damiano Cunego              | Lampre-Merida               | 3                           |
| 16                          | Paul Martens                | Belkin                      | 2                           |
| 16                          | Samuel Sánchez              | BMC Racing                  | 2                           |
| 16                          | Tom-Jelte Slagter           | Garmin-Sharp                | 2                           |
| 17                          | Bauke Mollema               | Belkin                      | 1                           |

## Évolution des classements
| Étape              | Vainqueur          | Classement général | Classement par points | Classement de la montagne | Classement des Metas Volantes | Classement par équipes |
| ------------------ | ------------------ | ------------------ | --------------------- | ------------------------- | ----------------------------- | ---------------------- |
| 1                  | Alberto Contador   | Alberto Contador   | Alberto Contador      | Davide Villella           | Matteo Montaguti              | BMC Racing             |
| 2                  | Tony Martin        | Alberto Contador   | Michał Kwiatkowski    | Davide Villella           | Matteo Montaguti              | BMC Racing             |
| 3                  | Michael Matthews   | Alberto Contador   | Michał Kwiatkowski    | Davide Villella           | Matteo Montaguti              | BMC Racing             |
| 4                  | Wout Poels         | Alberto Contador   | Alejandro Valverde    | Davide Villella           | Omar Fraile                   | BMC Racing             |
| 5                  | Ben Swift          | Alberto Contador   | Alejandro Valverde    | Davide Villella           | Omar Fraile                   | BMC Racing             |
| 6                  | Tony Martin        | Alberto Contador   | Michał Kwiatkowski    | Davide Villella           | Omar Fraile                   | BMC Racing             |
| Classements finals | Classements finals | Alberto Contador   | Michał Kwiatkowski    | Davide Villella           | Omar Fraile                   | BMC Racing             |

## Liste des participants
| Légende | Légende                                                                                                  | Légende | Légende                                                                                         |
| ------- | --- | ------- | ----------------------------------------------------------------------------------------------- |
| Num     | Dossard de départ porté par le coureur sur ce Tour du Pays basque                                        | Pos     | Position finale au classement général                                                           |
|         | Indique le vainqueur du classement général                                                               |         | Indique le vainqueur du classement de la montagne                                               |
|         | Indique le vainqueur du classement par points                                                            |         | Indique le vainqueur du classement des Metas Volante                                            |
|         | Indique un maillot de champion national ou mondial, suivi de sa spécialité                               | #       | Indique la meilleure équipe                                                                     |
| NP      | Indique un coureur qui n'a pas pris le départ d'une étape, suivi du numéro de l'étape où il s'est retiré | AB      | Indique un coureur qui n'a pas terminé une étape, suivi du numéro de l'étape où il s'est retiré |
| HD      | Indique un coureur qui a terminé une étape hors des délais, suivi du numéro de l'étape                   |         |                                                                                                 |

| Movistar MOV | Movistar MOV             | Movistar MOV |
| ------------ | ------------------------ | ------------ |
| Num          | Coureur                  | Pos          |
| 1            | Alejandro Valverde (ESP) | 5e           |
| 2            | José Herrada (ESP)       | 49e          |
| 3            | Beñat Intxausti (ESP)    | 48e          |
| 4            | Gorka Izagirre (ESP)     | 29e          |
| 5            | Ion Izagirre (ESP)       | 55e          |
| 6            | Javier Moreno (ESP)      | AB-4         |
| 7            | Rubén Plaza (ESP)        | 89e          |
| 8            | John Gadret (FRA)        | 23e          |

| AG2R La Mondiale ALM | AG2R La Mondiale ALM         | AG2R La Mondiale ALM |
| -------------------- | ---------------------------- | -------------------- |
| Num                  | Coureur                      | Pos                  |
| 11                   | Carlos Betancur (COL)        | AB-2                 |
| 12                   | Jean-Christophe Péraud (FRA) | 3e                   |
| 13                   | Hubert Dupont (FRA)          | 42e                  |
| 14                   | Ben Gastauer (LUX)           | 50e                  |
| 15                   | Matteo Montaguti (ITA)       | 63e                  |
| 16                   | Rinaldo Nocentini (ITA)      | AB-4                 |
| 17                   | Christophe Riblon (FRA)      | 113e                 |
| 18                   | Alexis Vuillermoz (FRA)      | AB-5                 |

| Tinkoff-Saxo TCS | Tinkoff-Saxo TCS               | Tinkoff-Saxo TCS |
| ---------------- | ------------------------------ | ---------------- |
| Num              | Coureur                        | Pos              |
| 21               | Alberto Contador (ESP)         | 1er              |
| 22               | Roman Kreuziger (CZE)          | 17e              |
| 23               | Michael Mørkøv (DEN)           | AB-5             |
| 24               | Jesús Hernández Blázquez (ESP) | AB-5             |
| 25               | Sérgio Paulinho (POR)          | AB-5             |
| 26               | Jesper Hansen (DEN)            | AB-5             |
| 27               | Bruno Pires (POR)              | AB-5             |
| 28               | Rory Sutherland (AUS)          | 67e              |

| Lampre-Merida LAM | Lampre-Merida LAM       | Lampre-Merida LAM |
| ----------------- | ----------------------- | ----------------- |
| Num               | Coureur                 | Pos               |
| 31                | Rui Costa (POR) (Route) | 51e               |
| 32                | Damiano Cunego (ITA)    | 11e               |
| 33                | Xu Gang (CHN)           | 110e              |
| 34                | Kristijan Đurasek (CRO) | 56e               |
| 35                | Jan Polanc (SLO)        | AB-5              |
| 36                | Nélson Oliveira (POR)*  | 83e               |
| 37                | José Serpa (COL)        | 82e               |
| 38                | Rafael Valls (ESP)      | 69e               |

| Orica-GreenEDGE OGE | Orica-GreenEDGE OGE         | Orica-GreenEDGE OGE |
| ------------------- | --------------------------- | ------------------- |
| Num                 | Coureur                     | Pos                 |
| 41                  | Michael Albasini (SUI)      | 53e                 |
| 42                  | Simon Gerrans (AUS) (Route) | NP-4                |
| 43                  | Esteban Chaves (COL)        | 101e                |
| 44                  | Michael Matthews (AUS)      | AB-5                |
| 45                  | Christian Meier (CAN)       | 98e                 |
| 46                  | Pieter Weening (NED)        | 32e                 |
| 47                  | Adam Yates (GBR)            | 76e                 |
| 48                  | Simon Yates (GBR)           | 12e                 |

| BMC Racing # BMC | BMC Racing # BMC         | BMC Racing # BMC |
| ---------------- | ------------------------ | ---------------- |
| Num              | Coureur                  | Pos              |
| 51               | Cadel Evans (AUS)        | 7e               |
| 52               | Philippe Gilbert (BEL)   | 25e              |
| 53               | Samuel Sánchez (ESP)     | 15e              |
| 54               | Darwin Atapuma (COL)     | AB-4             |
| 55               | Amaël Moinard (FRA)      | 74e              |
| 56               | Dominik Nerz (GER)       | AB-5             |
| 57               | Tejay van Garderen (USA) | 6e               |
| 58               | Peter Velits (SVK)       | 46e              |

| Sky SKY | Sky SKY                | Sky SKY |
| ------- | ---------------------- | ------- |
| Num     | Coureur                | Pos     |
| 61      | Mikel Nieve (ESP)      | 24e     |
| 62      | Sebastián Henao (COL)  | 39e     |
| 63      | Joshua Edmondson (GBR) | 111e    |
| 64      | Peter Kennaugh (GBR)   | AB-4    |
| 65      | Vasil Kiryienka (BLR)  | AB-4    |
| 66      | Danny Pate (USA)       | 78e     |
| 67      | Ben Swift (GBR)        | 58e     |
| 68      | Xabier Zandio (ESP)    | 71e     |

| FDJ.fr FDJ | FDJ.fr FDJ                    | FDJ.fr FDJ |
| ---------- | ----------------------------- | ---------- |
| Num        | Coureur                       | Pos        |
| 71         | Thibaut Pinot (FRA)           | 9e         |
| 72         | Arthur Vichot (FRA) (Route)   | AB-3       |
| 73         | Pierrick Fédrigo (FRA)        | 77e        |
| 74         | Arnold Jeannesson (FRA)       | 18e        |
| 75         | Kenny Elissonde (FRA)         | 52e        |
| 76         | Jérémy Roy (FRA)              | 41e        |
| 77         | Benoît Vaugrenard (FRA)       | 85e        |
| 78         | Jussi Veikkanen (FIN) (Route) | 94e        |

| Trek Factory Racing TFR | Trek Factory Racing TFR          | Trek Factory Racing TFR |
| ----------------------- | -------------------------------- | ----------------------- |
| Num                     | Coureur                          | Pos                     |
| 81                      | Andy Schleck (LUX)               | 66e                     |
| 82                      | Haimar Zubeldia (ESP)            | 73e                     |
| 83                      | Fränk Schleck (LUX)              | NP-6                    |
| 84                      | Robert Kišerlovski (CRO) (Route) | 16e                     |
| 85                      | Matthew Busche (USA)             | 68e                     |
| 86                      | Laurent Didier (LUX)             | AB-3                    |
| 87                      | Jens Voigt (GER)                 | 114e                    |
| 88                      | Bob Jungels (LUX) (Route/Clm)    | 57e                     |

| Garmin-Sharp GRS | Garmin-Sharp GRS        | Garmin-Sharp GRS |
| ---------------- | ----------------------- | ---------------- |
| Num              | Coureur                 | Pos              |
| 91               | Ryder Hesjedal (CAN)    | 36e              |
| 92               | Benjamin King (USA)     | 106e             |
| 93               | André Cardoso (POR)     | 38e              |
| 94               | Thomas Danielson (USA)  | AB-2             |
| 95               | Caleb Fairly (AUS)      | 61e              |
| 96               | Koldo Fernández (ESP)   | 70e              |
| 97               | Tom-Jelte Slagter (NED) | 13e              |
| 98               | Fabian Wegmann (GER)    | 92e              |

| Astana AST | Astana AST                        | Astana AST |
| ---------- | --------------------------------- | ---------- |
| Num        | Coureur                           | Pos        |
| 101        | Mikel Landa (ESP)                 | 14e        |
| 102        | Aleksandr Dyachenko (KAZ) (Route) | AB-4       |
| 103        | Enrico Gasparotto (ITA)           | 99e        |
| 104        | Janez Brajkovič (SLO)             | 45e        |
| 105        | Alessandro Vanotti (ITA)          | NP-5       |
| 106        | Maxim Iglinskiy (KAZ)             | NP-6       |
| 107        | Lieuwe Westra (NED) (Clm)         | AB-2       |
| 108        | Fredrik Kessiakoff (SWE)          | 107e       |

| Belkin BEL | Belkin BEL                 | Belkin BEL |
| ---------- | -------------------------- | ---------- |
| Num        | Coureur                    | Pos        |
| 111        | Bauke Mollema (NED)        | 28e        |
| 112        | Stef Clement (NED)         | 62e        |
| 113        | Robert Gesink (NED)        | AB-5       |
| 114        | Jonathan Hivert (FRA)      | 86e        |
| 115        | Paul Martens (GER)         | 84e        |
| 116        | Lars Petter Nordhaug (NOR) | 60e        |
| 117        | David Tanner (AUS)         | HD-6       |
| 118        | Jack Bobridge (AUS)        | 115e       |

| Katusha KAT | Katusha KAT              | Katusha KAT |
| ----------- | ------------------------ | ----------- |
| Num         | Coureur                  | Pos         |
| 121         | Simon Špilak (SLO)       | 4e          |
| 122         | Alexandr Kolobnev (RUS)  | 72e         |
| 123         | Pavel Brutt (RUS)        | 75e         |
| 124         | Sergey Chernetskiy (RUS) | 33e         |
| 125         | Petr Ignatenko (RUS)     | AB-3        |
| 126         | Dmitry Kozontchuk (RUS)  | 108e        |
| 127         | Egor Silin (RUS)         | AB-1        |
| 128         | Yury Trofimov (RUS)      | 8e          |

| Europcar EUC | Europcar EUC                  | Europcar EUC |
| ------------ | ----------------------------- | ------------ |
| Num          | Coureur                       | Pos          |
| 131          | Yukiya Arashiro (JPN) (Route) | 31e          |
| 132          | Natnael Berhane (ERI)         | 105e         |
| 133          | Cyril Gautier (FRA)           | 19e          |
| 134          | Pierre Rolland (FRA)          | 26e          |
| 135          | Davide Malacarne (ITA)        | 59e          |
| 136          | Maxime Méderel (FRA)          | 34e          |
| 137          | Romain Sicard (FRA)           | 43e          |
| 138          | Kévin Réza (FRA)              | AB-5         |

| Lotto-Belisol LTB | Lotto-Belisol LTB           | Lotto-Belisol LTB |
| ----------------- | --------------------------- | ----------------- |
| Num               | Coureur                     | Pos               |
| 141               | Jurgen Van den Broeck (BEL) | 27e               |
| 142               | Maxime Monfort (BEL)        | 22e               |
| 143               | Sander Armée (BEL)          | 81e               |
| 144               | Bart De Clercq (BEL)        | NP-3              |
| 145               | Tosh Van der Sande (BEL)    | 100e              |
| 146               | Dennis Vanendert (BEL)      | 104e              |
| 147               | Jelle Vanendert (BEL)       | NP-6              |
| 148               | Tim Wellens (BEL)           | 80e               |

| Omega Pharma-Quick Step OPQ | Omega Pharma-Quick Step OPQ       | Omega Pharma-Quick Step OPQ |
| --------------------------- | --------------------------------- | --------------------------- |
| Num                         | Coureur                           | Pos                         |
| 151                         | Tony Martin (GER) (Clm) (Clm)     | 30e                         |
| 152                         | Jan Bakelants (BEL)               | NP-6                        |
| 153                         | Michał Gołaś (POL)                | 47e                         |
| 154                         | Michał Kwiatkowski (POL)* (Route) | 2e                          |
| 155                         | Wout Poels (NED)                  | 10e                         |
| 156                         | Pieter Serry (BEL)                | 44e                         |
| 157                         | Julien Vermote (BEL)              | 90e                         |
| 158                         | Carlos Verona (ESP)               | NP-5                        |

| Giant-Shimano GIA | Giant-Shimano GIA         | Giant-Shimano GIA |
| ----------------- | ------------------------- | ----------------- |
| Num               | Coureur                   | Pos               |
| 161               | Warren Barguil (FRA)      | 20e               |
| 162               | Tom Dumoulin (NED)        | 40e               |
| 163               | Thomas Damuseau (FRA)     | 102e              |
| 164               | Johannes Fröhlinger (GER) | 93e               |
| 165               | Simon Geschke (GER)       | 64e               |
| 166               | Daan Olivier (NED)        | 21e               |
| 167               | Thomas Peterson (USA)     | 112e              |
| 168               | Georg Preidler (AUT)      | AB-2              |

| Cannondale CAN | Cannondale CAN           | Cannondale CAN |
| -------------- | ------------------------ | -------------- |
| Num            | Coureur                  | Pos            |
| 171            | Davide Villella (ITA)    | 103e           |
| 172            | Damiano Caruso (ITA)     | 35e            |
| 173            | Alberto Bettiol (ITA)    | AB-5           |
| 174            | Michel Koch (GER)        | 109e           |
| 175            | Jean-Marc Marino (FRA)   | 97e            |
| 176            | Daniele Ratto (ITA)      | 96e            |
| 177            | Cayetano Sarmiento (COL) | NP-4           |
| 178            | Cristiano Salerno (ITA)  | 95e            |

| Caja Rural-Seguros RGA CJR | Caja Rural-Seguros RGA CJR    | Caja Rural-Seguros RGA CJR |
| -------------------------- | ----------------------------- | -------------------------- |
| Num                        | Coureur                       | Pos                        |
| 181                        | Luis León Sánchez (ESP)       | 37e                        |
| 182                        | Amets Txurruka (ESP)          | 54e                        |
| 183                        | David Arroyo (ESP)            | 65e                        |
| 184                        | Rubén Fernández Andújar (ESP) | 87e                        |
| 185                        | Fabricio Ferrari (URU)        | 91e                        |
| 186                        | Omar Fraile (ESP)             | 88e                        |
| 187                        | Ángel Madrazo (ESP)           | AB-5                       |
| 188                        | Antonio Piedra (ESP)          | 79e                        |